# Recuit (ciència de materials)

Aquesta imatge mostra els processos aproximats de recuit en mòlta, recuit dúplex, tractament en solució i tractament tèrmic d'envelliment per al Ti-6Al-4V. Les dades del gràfic s'han extret de: Comitè ASM (2000). "Comprendre la metal·lúrgia del titani". Titani: una guia tècnica (2a edició). ASM International. pàg. 23

En metal·lúrgia i ciència de materials, el recuit és un tractament tèrmic que altera les propietats físiques i, de vegades, químiques d'un material per augmentar-ne la ductilitat i reduir-ne la duresa, fent-lo més manejable. Implica escalfar un material per sobre de la seva temperatura de recristal·lització, mantenir una temperatura adequada durant un temps apropiat i després refredar-lo.
En el recuit, els àtoms migren a la xarxa cristal·lina i el nombre de dislocacions disminueix, cosa que provoca un canvi en la ductilitat i la duresa. A mesura que el material es refreda, recristal·litza. Per a molts aliatges, inclòs l'acer al carboni, la mida del gra cristal·lí i la composició de la fase, que en última instància determinen les propietats del material, depenen de la velocitat d'escalfament i la velocitat de refredament. El treball en calent o el treball en fred després del procés de recuit altera l'estructura metàl·lica, de manera que es poden utilitzar tractaments tèrmics addicionals per aconseguir les propietats requerides. Amb el coneixement de la composició i el diagrama de fases, el tractament tèrmic es pot utilitzar per ajustar de més dur i fràgil a més tou i dúctil.
En el cas dels metalls ferrosos, com l'acer, el recuit es realitza escalfant el material (generalment fins que estigui brillant) durant un temps i després deixant-lo refredar lentament a temperatura ambient a l'aire quiet. El coure, la plata i el llautó es poden refredar lentament a l'aire o ràpidament mitjançant el tremp en aigua. D'aquesta manera, el metall s'estova i es prepara per a treballs posteriors com ara la conformació, l'estampació o la conformació.
Molts altres materials, com ara el vidre i les pel·lícules de plàstic, utilitzen el recuit per millorar les propietats acabades.

## Termodinàmica
El recuit es produeix per la difusió d'àtoms dins d'un material sòlid, de manera que el material progressa cap al seu estat d'equilibri. La calor augmenta la velocitat de difusió proporcionant l'energia necessària per trencar els enllaços. El moviment dels àtoms té l'efecte de redistribuir i erradicar les dislocacions en els metalls i (en menor mesura) en la ceràmica. Aquesta alteració de les dislocacions existents permet que un objecte metàl·lic es deformi més fàcilment, augmentant la seva ductilitat.
La quantitat d'energia lliure de Gibbs que inicia el procés en un metall deformat també es redueix mitjançant el procés de recuit. A la pràctica i a la indústria, aquesta reducció de l'energia lliure de Gibbs s'anomena alleujament d'estrès.
L'alleujament de les tensions internes és un procés termodinàmicament espontani ; tanmateix, a temperatura ambient, és un procés molt lent. Les altes temperatures a les quals es produeix el recuit serveixen per accelerar aquest procés.
La reacció que facilita el retorn del metall treballat en fred al seu estat lliure d'estrès té moltes vies de reacció, principalment l'eliminació dels gradients de vacances de xarxa dins del cos del metall. La creació de vacants de xarxa es regeix per l'equació d'Arrhenius, i la migració/difusió de les vacants de xarxa es regeix per les lleis de difusió de Fick.
En l'acer, hi ha un mecanisme de descarburació que es pot descriure com tres esdeveniments diferents: la reacció a la superfície de l'acer, la difusió intersticial dels àtoms de carboni i la dissolució dels carburs dins de l'acer.

### Etapes
Les tres etapes del procés de recuit que es produeixen a mesura que augmenta la temperatura del material són: recuperació, recristal·lització i creixement del gra. La primera etapa és la recuperació, i provoca l'estovament del metall mitjançant l'eliminació de defectes principalment lineals anomenats dislocacions i les tensions internes que causen. La recuperació es produeix a l'etapa de temperatura més baixa de tots els processos de recuit i abans de l'aparició de nous grans sense deformació. La mida i la forma del gra no canvien. La segona etapa és la recristal·lització, on nous grans sense deformació es nucleen i creixen per substituir els que s'han deformat per tensions internes. Si es permet que el recuit continuï un cop s'ha completat la recristal·lització, es produeix el creixement del gra (la tercera etapa). En el creixement del gra, la microestructura comença a engruixir-se i pot fer que el metall perdi una part substancial de la seva resistència original. Això, però, es pot recuperar amb l'enduriment.

## Atmosferes controlades
L'alta temperatura del recuit pot provocar l'oxidació de la superfície del metall, cosa que provoca la formació d'incrustacions. Si s'ha d'evitar la formació d'incrustacions, el recuit es duu a terme en una atmosfera especial, com ara amb gas endotèrmic (una barreja de monòxid de carboni, gas hidrogen i gas nitrogen). El recuit també es fa per formar gas, una barreja d'hidrogen i nitrogen.
Les propietats magnètiques del mu-metall (nuclis d'Espey) s'introdueixen mitjançant el recuit de l'aliatge en una atmosfera d'hidrogen.

## Configuració i equipament
Normalment, s'utilitzen forns grans per al procés de recuit. L'interior del forn és prou gran per col·locar la peça en una posició que rebi la màxima exposició a l'aire escalfat circulant. Per al recuit de processos d'alt volum, sovint s'utilitzen forns de transportadors a gas. Per a peces grans o peces en grans quantitats, s'utilitzen forns de fons de vagó perquè els treballadors puguin moure les peces fàcilment dins i fora. Un cop finalitzat amb èxit el procés de recuit, de vegades es deixen les peces al forn perquè es refredin de manera controlable. Mentre que algunes peces es deixen al forn per refredar-se de manera controlada, altres materials i aliatges es treuen del forn. Un cop tretes del forn, les peces sovint es refreden ràpidament en un procés conegut com a enduriment per tremp. Els mètodes típics d'enduriment per tremp de materials impliquen medis com l'aire, l'aigua, l'oli o la sal. La sal s'utilitza com a mitjà per a l'extinció, generalment en forma de salmorra (aigua salada). La salmorra proporciona taxes de refredament més ràpides que l'aigua. Això és degut al fet que quan un objecte s'apaga en aigua, es formen bombolles de vapor a la superfície de l'objecte, cosa que redueix la superfície amb què l'aigua està en contacte. La sal de la salmorra redueix la formació de bombolles de vapor a la superfície de l'objecte, cosa que significa que hi ha una superfície més gran de l'objecte en contacte amb l'aigua, cosa que facilita una millor conducció de la calor des de l'objecte fins a l'aigua circumdant. L'enduriment per refredament és generalment aplicable a alguns aliatges fèrrics, però no als aliatges de coure.

## Recuit per difusió de semiconductors
A la indústria dels semiconductors, les oblies de silici es recouen per reparar el desordre a nivell atòmic derivat de passos com la implantació d'ions. En el pas del procés, els àtoms dopants, generalment bor, fòsfor o arsènic, es mouen a posicions de substitució a la xarxa cristal·lina, cosa que permet que aquests àtoms dopants funcionin correctament com a dopants en el material semiconductor.

## Cicles especialitzats

### Normalització
La normalització és un procés de recuit que s'aplica als aliatges fèrrics per donar al material una estructura uniforme de gra fi i evitar un reblaniment excessiu de l'acer. Implica escalfar l'acer a 20–50 °C per sobre del seu punt crític superior, submergint-lo durant un curt període a aquesta temperatura i després deixant-lo refredar a l'aire. Escalfar l'acer just per sobre del seu punt crític superior crea grans austenítics (molt més petits que els grans ferrítics anteriors), que durant el refredament formen nous grans ferrítics amb una mida de gra encara més refinada. El procés produeix un material més resistent i dúctil, i elimina els grans columnars i la segregació dendrítica que de vegades es produeix durant la fosa. La normalització millora la maquinabilitat d'un component i proporciona estabilitat dimensional si se sotmet a processos de tractament tèrmic addicionals.

### Recuit del procés
El recuit en procés, també anomenat recuit intermedi, recuit subcrític o recuit en procés, és un cicle de tractament tèrmic que restaura part de la ductilitat d'un producte que s'està treballant en fred perquè pugui ser treballat en fred més endavant sense trencar-se.
L'interval de temperatura per al recuit del procés oscil·la entre els 260 °C (500 °F) a 760 °C (1400 °F), depenent de l'aliatge en qüestió. Aquest procés és principalment adequat per a acer baix en carboni. El material s'escalfa fins a una temperatura just per sota de la temperatura crítica inferior de l'acer. L'acer treballat en fred normalment tendeix a tenir una duresa augmentada i una ductilitat disminuïda, cosa que dificulta el seu treball. El recuit del procés tendeix a millorar aquestes característiques. Això es duu a terme principalment en acer laminat en fred com ara acer estirat per filferro, canonades de ferro dúctil foses centrífugament, etc.

### Recuit complet

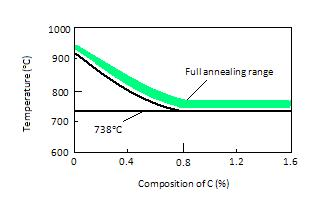
Rangs complets de temperatura de recuit

Un recuit complet normalment resulta en el segon estat més dúctil que un metall pot assumir per a un aliatge metàl·lic. El seu propòsit és originar una microestructura uniforme i estable que s'assembli el més possible a la microestructura d'equilibri del diagrama de fases del metall, permetent així que el metall assoleixi nivells relativament baixos de duresa, límit elàstic i resistència màxima amb una alta plasticitat i tenacitat. Per exemple, per realitzar un recuit complet en un acer, l'acer s'escalfa lleugerament per sobre de la temperatura austenítica i es manté durant el temps suficient per permetre que el material formi completament una estructura de gra d'austenita o austenita-cementita. A continuació, es deixa refredar el material molt lentament per obtenir la microestructura d'equilibri. En la majoria dels casos, això significa que es deixa refredar el material al forn (el forn s'apaga i l'acer es deixa refredar a l'interior), però en alguns casos es refreda per aire. La velocitat de refredament de l'acer ha de ser prou lenta per no permetre que l'austenita es transformi en bainita o martensita, sinó que es transformi completament en perlita i ferrita o cementita. Això significa que els acers que són molt enduribles (és a dir, tendeixen a formar martensita a velocitats de refredament moderadament baixes) s'han de refredar al forn. Els detalls del procés depenen del tipus de metall i de l'aliatge precís implicat. En qualsevol cas, el resultat és un material més dúctil però amb un límit elàstic i una resistència a la tracció més baixos. Aquest procés també s'anomena recuit LP per a la perlita laminar a la indústria siderúrgica, a diferència d'un recuit de procés, que no especifica una microestructura i només té l'objectiu d'estovar el material. Sovint el material a mecanitzar es recuit i després se sotmet a un tractament tèrmic addicional per aconseguir les propietats finals desitjades.

### Recuit de cicle curt
El recuit de cicle curt s'utilitza per convertir la ferrita normal en ferrita mal·leable. Consisteix en escalfar, refredar i després tornar a escalfar de 4 a 8 hores.

## Escalfament resistiu
L'escalfament resistiu es pot utilitzar per recuit eficientment el cable de coure; el sistema d'escalfament utilitza un curtcircuit elèctric controlat. Pot ser avantatjós perquè no requereix un forn amb temperatura regulada com altres mètodes de recuit.
El procés consisteix en dues politges conductores (politges esglaonades), per les quals passa el cable després de ser estirat. Les dues politges tenen un potencial elèctric entre elles, cosa que fa que el cable formi un curtcircuit. L'efecte Joule fa que la temperatura del cable augmenti fins a aproximadament 400 °C. Aquesta temperatura es veu afectada per la velocitat de rotació de les politges, la temperatura ambient i el voltatge aplicat. On t és la temperatura del cable, K és una constant, V és el voltatge aplicat, r és el nombre de rotacions de les politges per minut i ta és la temperatura ambient,
{\displaystyle t={\frac {1}{r}}KV^{2}+t_{a}}
La constant K depèn del diàmetre de les politges i de la resistivitat del coure.
Purament en termes de la temperatura del cable de coure, un augment de la velocitat del cable a través del sistema de politges té el mateix efecte que una disminució de la resistència.